# A Mulher Polícia
Pour plus de détails, voir Fiche technique et Distribution.
A Mulher Polícia est un film portugais réalisé par Joaquim Sapinho, sorti en 2003.

## Synopsis
Une mère s'enfuit à Lisbonne avec son fils pour éviter d'en être séparée.

## Fiche technique
- Titre : A Mulher Polícia
- Réalisation : Joaquim Sapinho
- Scénario : Joaquim Sapinho
- Musique : Nuno Malo
- Photographie : Jacques Loiseleux et Miguel Sales Lopes
- Montage : Vítor Alves, Catarina Ruivo et Manuela Viegas
- Production : Amândio Coroado, Joaquim Sapinho et Maria João Sigalho
- Société de production : Camelot Pélis, Caro-Line Production, Quimera Produções, Rosa Filmes et Rádio e Televisão de Portugal
- Pays de production :  Portugal,  Espagne,  France et  Brésil
- Genre : Drame
- Durée : 90 minutes
- Date de sortie : 
  - Portugal : mai 2003

## Distribution
- Amélia Corôa : Tânia
- Ludovic Videira : Rato
- Maria Silva : Liliana
- Norberto Barroca : le commissaire
- João Manata : l'oncle de Liliana

## Distinctions
Le film a été présenté en sélection officielle lors de la Berlinale 2003 dans la section Panorama.